# Masdevallia filaria
Masdevallia filaria är en orkidéart som beskrevs av Carlyle August Luer och Rodrigo Escobar. Masdevallia filaria ingår i släktet Masdevallia och familjen orkidéer. Inga underarter finns listade i Catalogue of Life.

## Bildgalleri

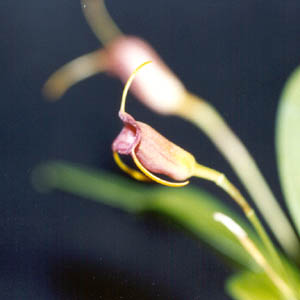
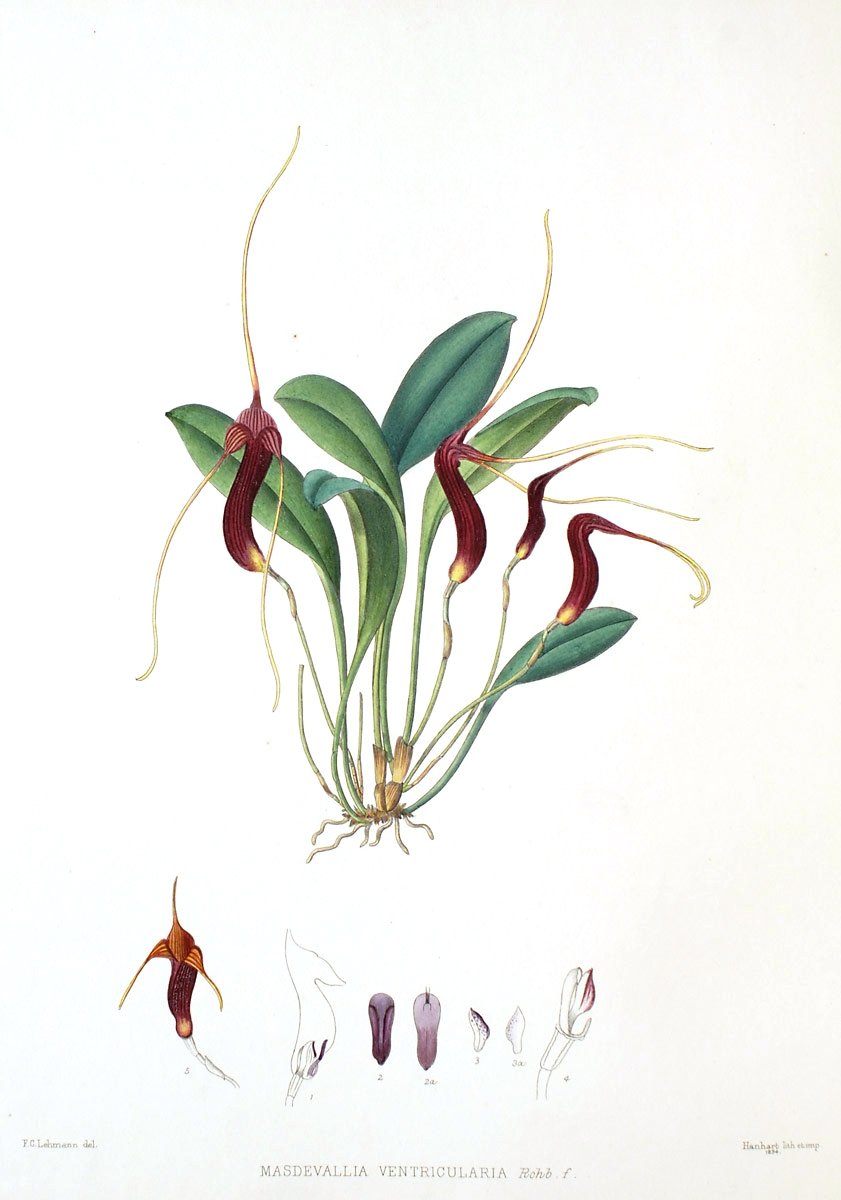